# Tramway de Thionville
Le réseau du tramway de Thionville a été créé en 1912 et comprenait deux lignes de tramway électrique, l'une urbaine, l'autre suburbaine.
Le dernier tramway a circulé en septembre 1952.

## Histoire
Le réseau est créé sous l'administration allemande par une convention de concession du 16 janvier 1912 pour 99 ans et mis en service le 8 mai 1912,.
Après le rattachement de la Lorraine à la France et après une période de séquestre, le réseau est repris en février 1922 par la Société d'Électricité et de Gaz de Basse Moselle. Cette société avait son siège social, en 1927, 24 place de la Carrière à Nancy et ses services administratifs à Paris, 54 rue de la Boétie
La ligne urbaine est arrêtée dès 1935 tandis que la ligne suburbaine n'est remplacée par des autobus de la Société de Transports de la Basse-Moselle, filiale de la Société d'Électricité et de Gaz de la Basse-Moselle qu'à compter du 22 septembre 1952, date qui marque la fin de l'exploitation ferroviaire,.

## Réseau

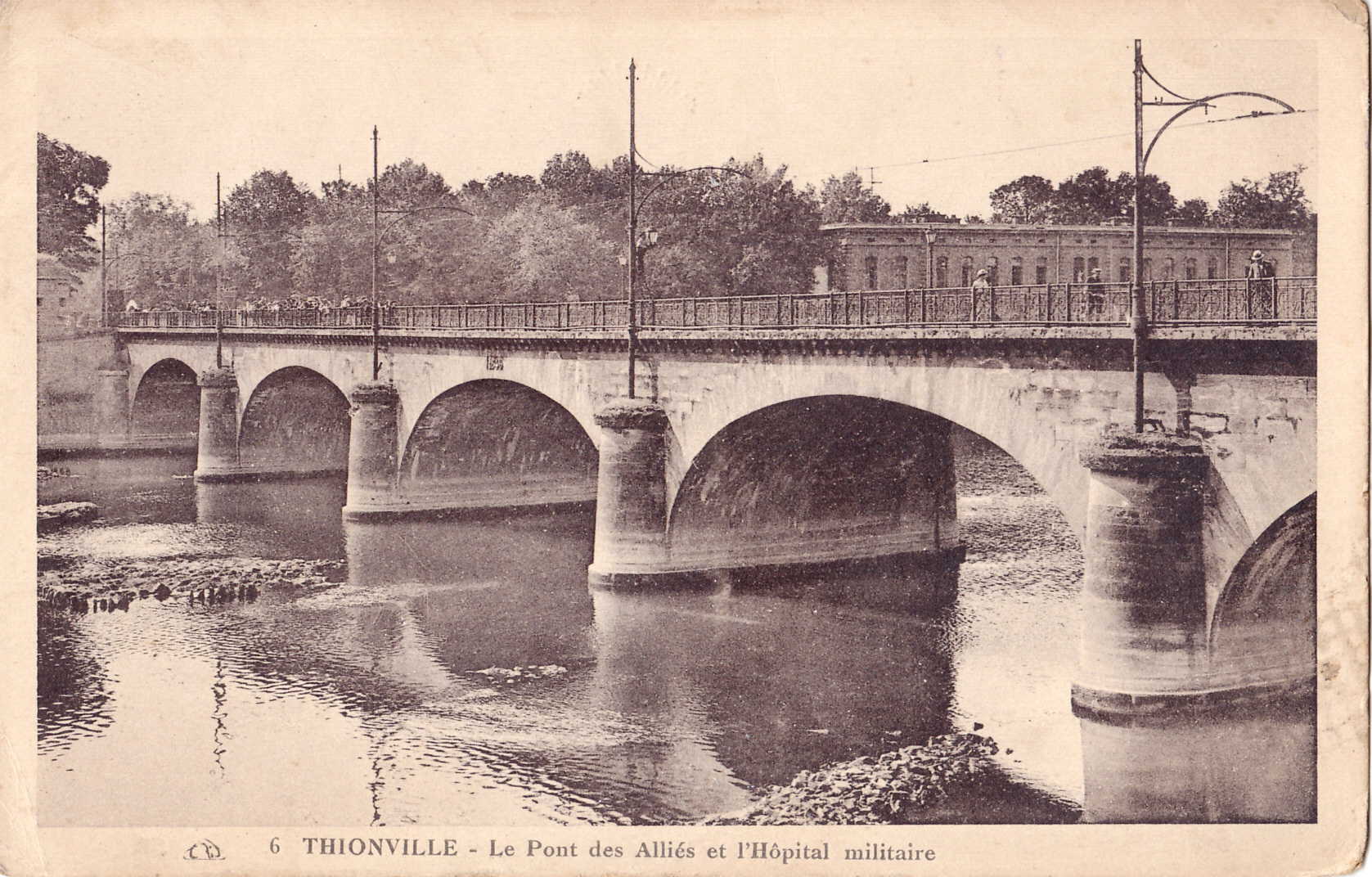
Noter la forme inhabituelle des supports de la ligne électrique de contact, qui semble avoir été utilisée sur l'ensemble de ce réseau de tramway.

La ligne suburbaine, longue de 28 km, reliait Thionville à Fontoy  en remontant la Vallée de la Fensch, avec deux embranchements de Florange à Fameck et de Knutange à Algrange. En 1931, un troisième embranchement relie Hayange-Neufchef
Le trajet Thionville-Algrange, long de 17.690 km, comportait à la création de la ligne 18 arrêts et s'effectuait en 75 minutes.
La ligne urbaine contournant la vieille ville par les boulevards et la place du Marché, traversant la Moselle et gagnant le faubourg de Basse-Yutz,

## Exploitation
En 1913, le réseau transporte 3 561 276 voyageurs grâce à  60 salariés et les tramways parcourent 1 059 767 km sur les deux lignes du tramway.
Sous l'exploitation de la Société d'Électricité et de Gaz de la Basse-Moselle, en 1930, le réseau emploie 140 agents et dispose de 24 tramways et de 14 remorques.

### Matériel roulant
Le gabarit du matériel roulant était limité à 2,20 m. de large.
Le matériel initial était constitué de 28 motrices et 14 remorques de construction allemande. Après la fin de la Première Guerre mondiale, huit motrices supplémentaires à plate-forme centrale sont mises en service. En 1927, le matériel roulant était composé d'une locomotive électrique, 28 motrices et 19 remorques.